# Жовта лінія (Лісабонський метрополітен)
Жовта лінія або Соняшника (порт. Linha Amarela ou do Girassol) — є однією з чотирьох ліній Лісабонського метрополітену. Кількість станцій — 13, довжина лінії — 11 км, час проїзду — 19 хв. Більша частина лінії проходить під землею, має три естакадних відрізки. З'єднує Лісабон з іншим містом Одівелашем.

## Історія будівництва[1]
Роботи з будівництва було розпочато 7 серпня 1955 року і через 4 роки, 29 грудня 1959 року було відкрито перший відрізок Лісабонського метрополітену. Єдина на той час лінія нагадувала латинську літеру «Y», яка з'єднувала станції «Рештаурадореш» (порт. Restauradores) та «Ротунда» (порт. Rotunda) (сьогодні остання має назву «Маркеш-де-Помбал»), де лінія розділялася на 2 гілки: перша — до станції «Ентре-Кампуш» (порт. Entre Campos), друга — до станції «Сете-Ріуш» (порт. Sete Rios) (сьогодні остання називається «Жардін-Зооложіку»).

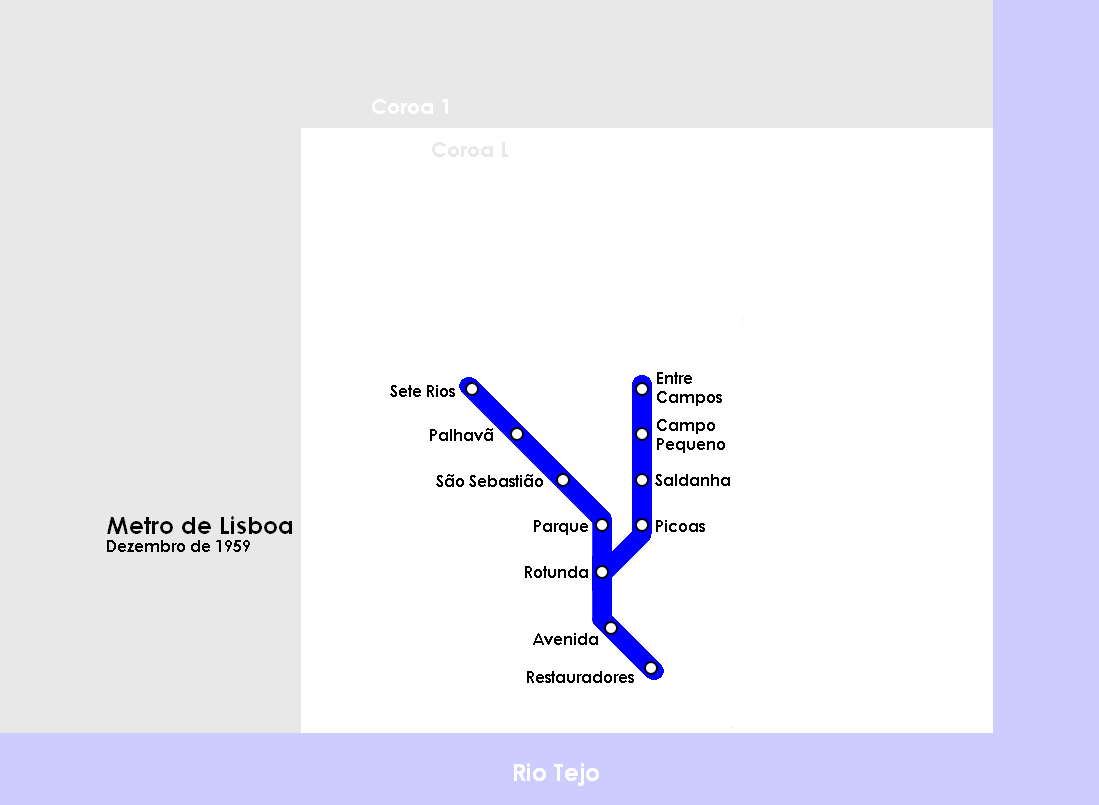
Діаграма у грудні 1959 року
Соняшник як символ лінії

В кінці 80-х років на лінії з'являється новий відрізок: між станціями «Ентре-Кампуш» і «Сідаде-Універсітарія» (порт. Cidade Universitária).
Відбувалось поступове розширення ліній; так, у 1993 році були відкрито відрізок між станціями «Сідаде-Універсітарія» і «Кампу-Гранде» (порт. Campo Grande).
У 1995 році лінії було розділено: лінію «А» (сьогодні Синя) було відокремлено від лінія «B» (сьогодні Жовта).
У 1997 році відкривається новий відрізок на лінії «B» — між станціями «Ротунда» і «Рату» (порт. Rato).
У березні 2004 Лісабонський метрополітен виходить за географічні межі міста: Жовту лінію було добудовано у північному напрямку до станції «Одівелаш» (порт. Odivelas). 
| рік  | Пускові об'єкти                                                                                                   | Довжина |
| ---- | --- | ------- |
| 1959 | Дільниця «Маркеш-де-Помбал» (колишня «Сете-Ріуш») — «Ентре-Кампуш»                                                | 2,5 км  |
| 1988 | Дільниця «Ентре-Кампуш» — «Сідаде-Універсітарія» (1 станція)                                                      | 1,2 км  |
| 1993 | Дільниця «Сідаде-Універсітарія» — «Кампу-Гранде» (1 станція)                                                      | 1,8 км  |
| 1995 | Відокремлення від Синьої лінії, будівництво на станції «Маркеш-де-Помбал» (колишня «Ротунда») пересадочного вузла | -       |
| 1997 | Дільниця «Маркеш-де-Помбал» — «Рату» (1 станція)                                                                  | 0,8 км  |
| 2004 | Дільниця «Кампу-Гранде» — «Одівелаш» (5 станцій)                                                                  | 4,7 км  |

## Перспектива розвитку
В даний час на станції «Салданья» будується переседочний вузол в рамках з'єднання з Червоною лінією, відкриття якого заплановане у 2009 році.
Планується будівництво станції «Ештрела» в рамках продовження лінії у південному напрямку. Це буде чотирнадцята станція лінії, завершення якої планується у 2011 році.

## Галерея зображень

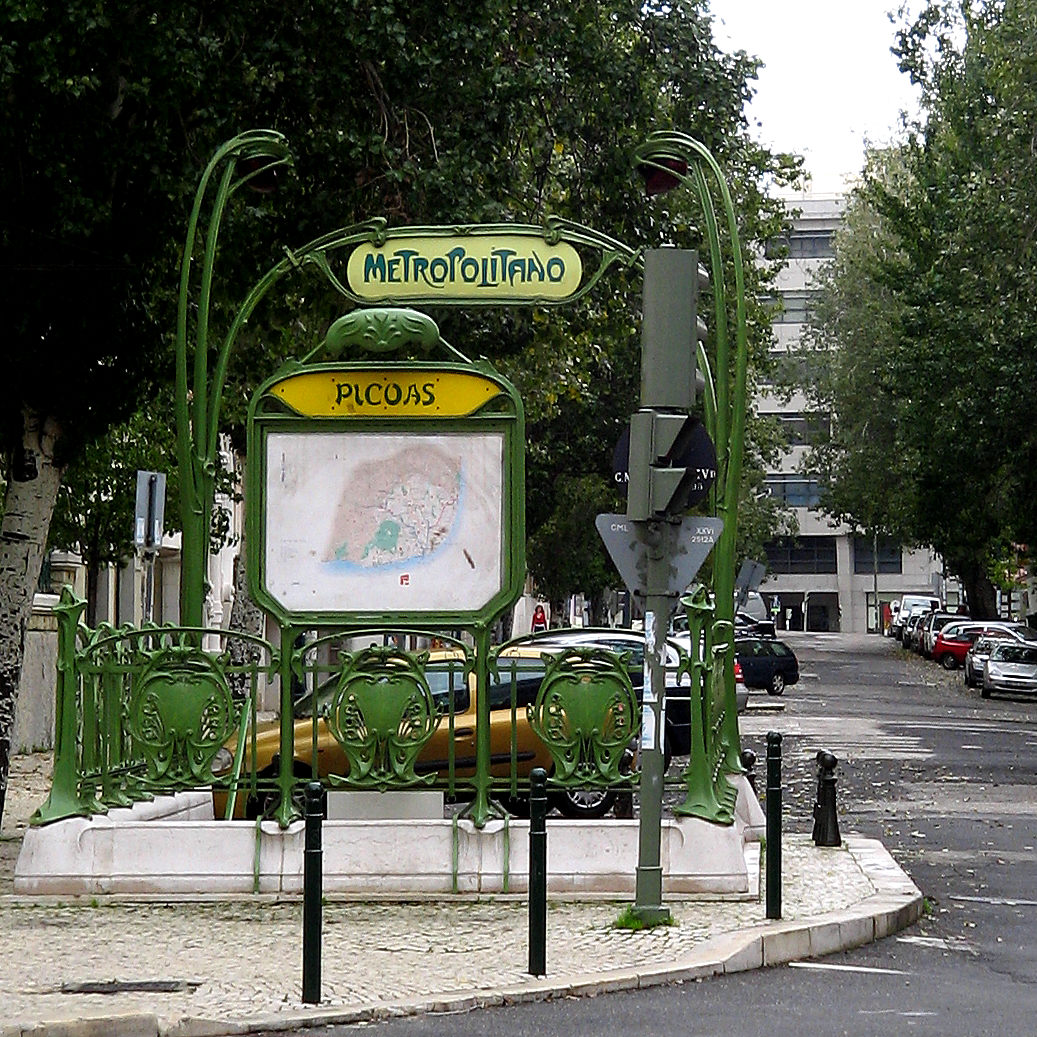
Вхід з вулиці до станції «Пікоаш»
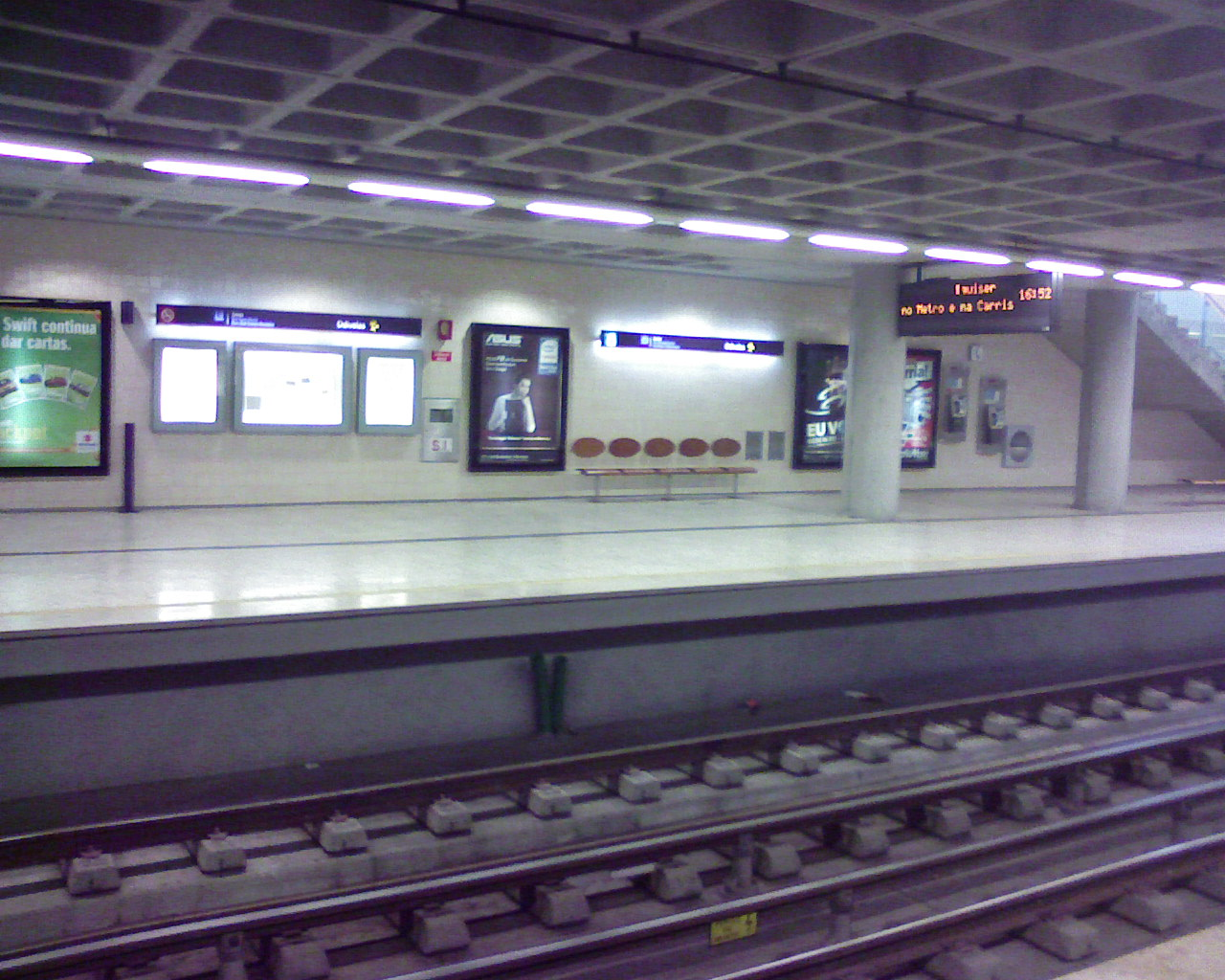
Посадочна платформа станції «Одівелаш»
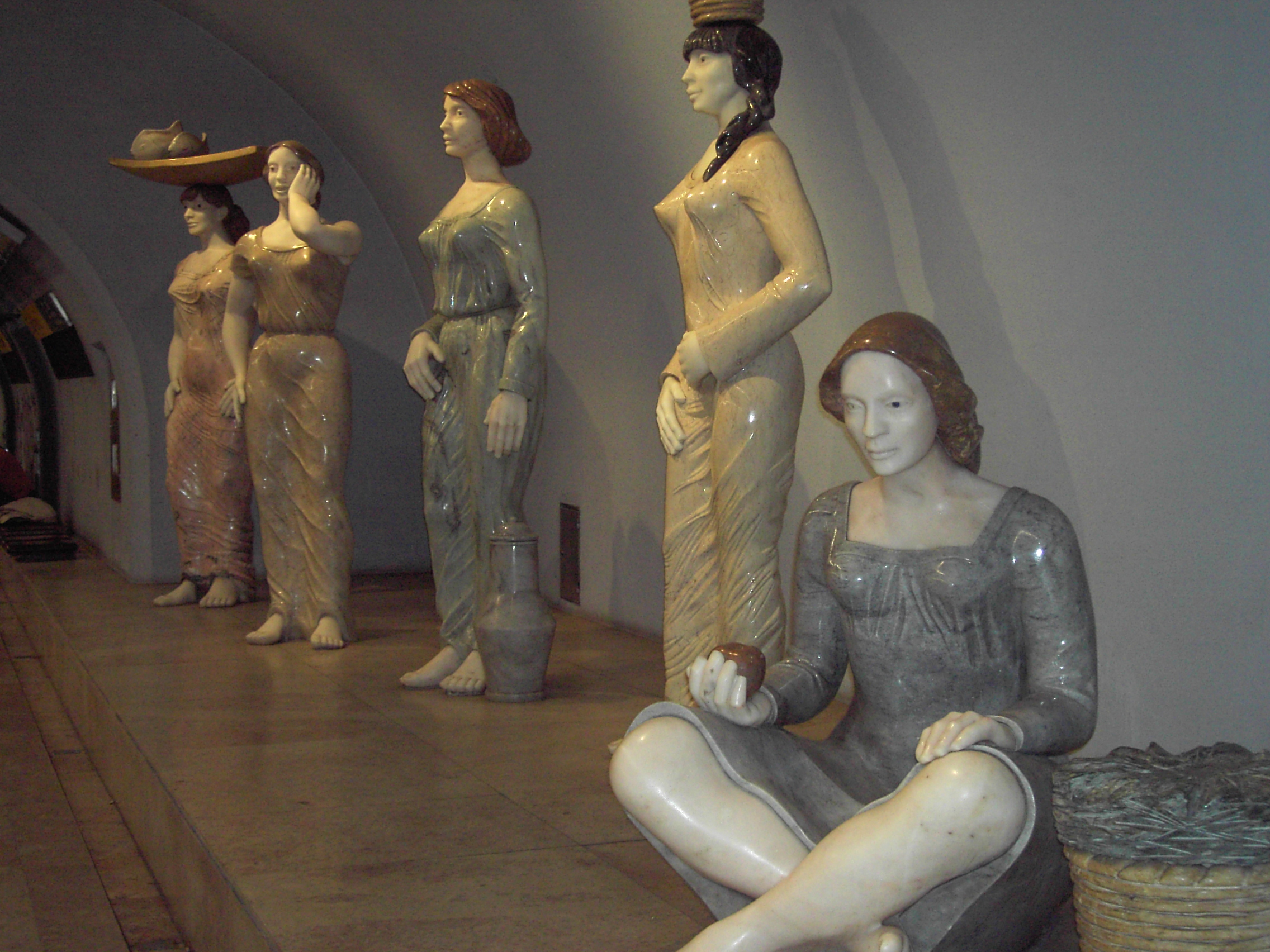
Скульптурна композиція станції «Кампу-Пекену»